# Königliche Oper (Stockholm)

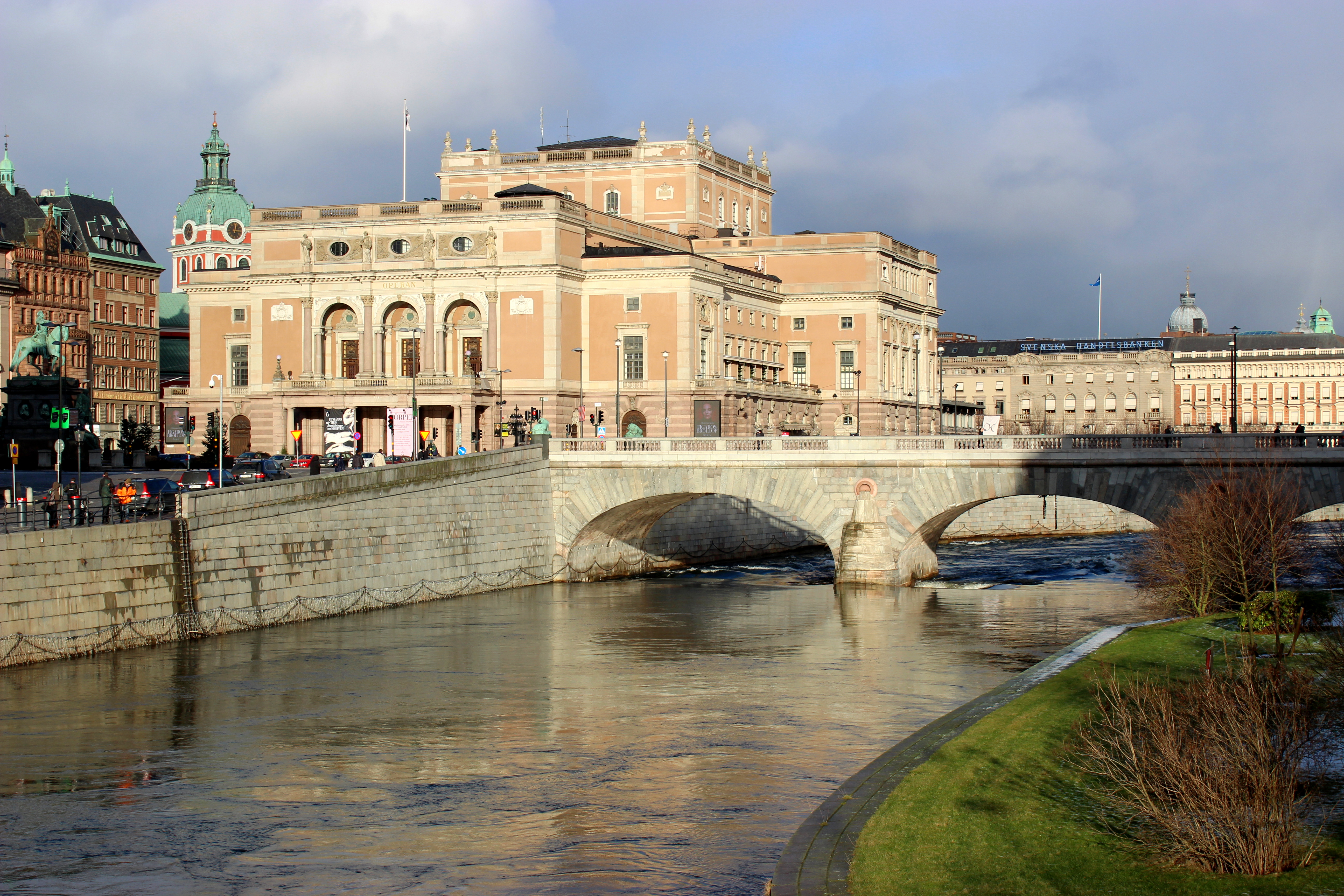
Königlich Schwedische Nationaloper in Stockholm (Ansicht von Westen, 2016)

Die Königliche Oper (schwedisch Kungliga Operan) ist die schwedische Staatsoper. Um sie von anderen königlichen Opernhäusern zu unterscheiden, wird sie im deutschsprachigen Raum oft „Königlich Schwedische Nationaloper“ genannt, im englischen Sprachgebrauch (auch in den internationalen Künstlerverträgen der Oper) Royal Swedish Opera.
Sie befindet sich im zentralen Stadtbezirk Norrmalm der Hauptstadt Stockholm in einem historischen architektonischen Ensemble am Gustav Adolfs Torg (Gustav-Adolf-Platz), direkt gegenüber dem Arvfurstens palats am nördlichen Ufer des Norrström, über den sie die Brücke Norrbro mit dem Stockholmer Schloss und dem Riksdagshuset verbindet. An ihrer Rückseite befindet sich der Kungsträdgården, einer der ältesten Stadtparks Stockholms. In unmittelbarer Nähe befindet sich auch das Sagersche Haus, die Dienstwohnung des schwedischen Ministerpräsidenten.

## Fakten und Geschichte

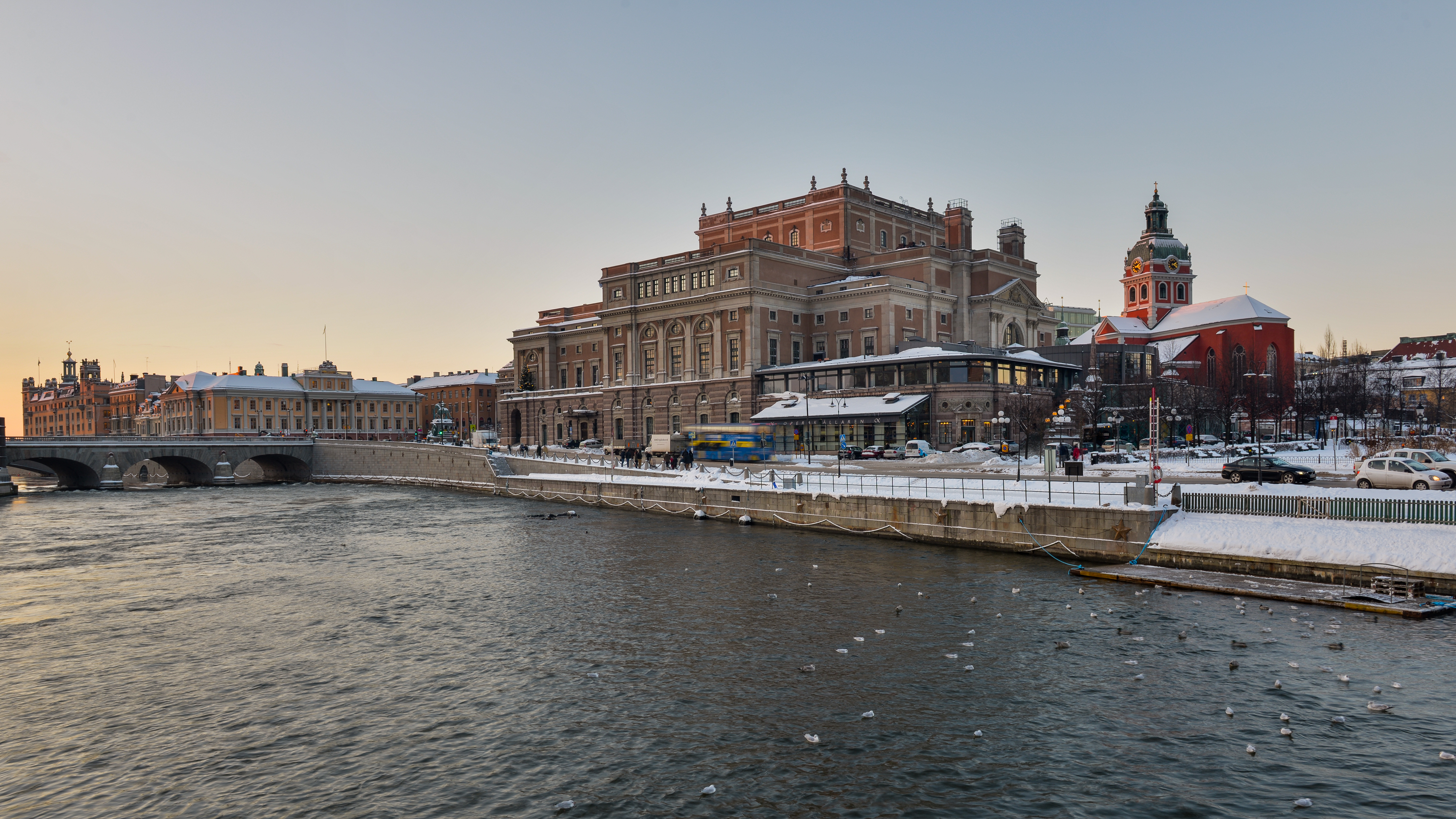
Opernhaus (südliche Ansicht 2012)

Szene aus Abu Hassan (1901)

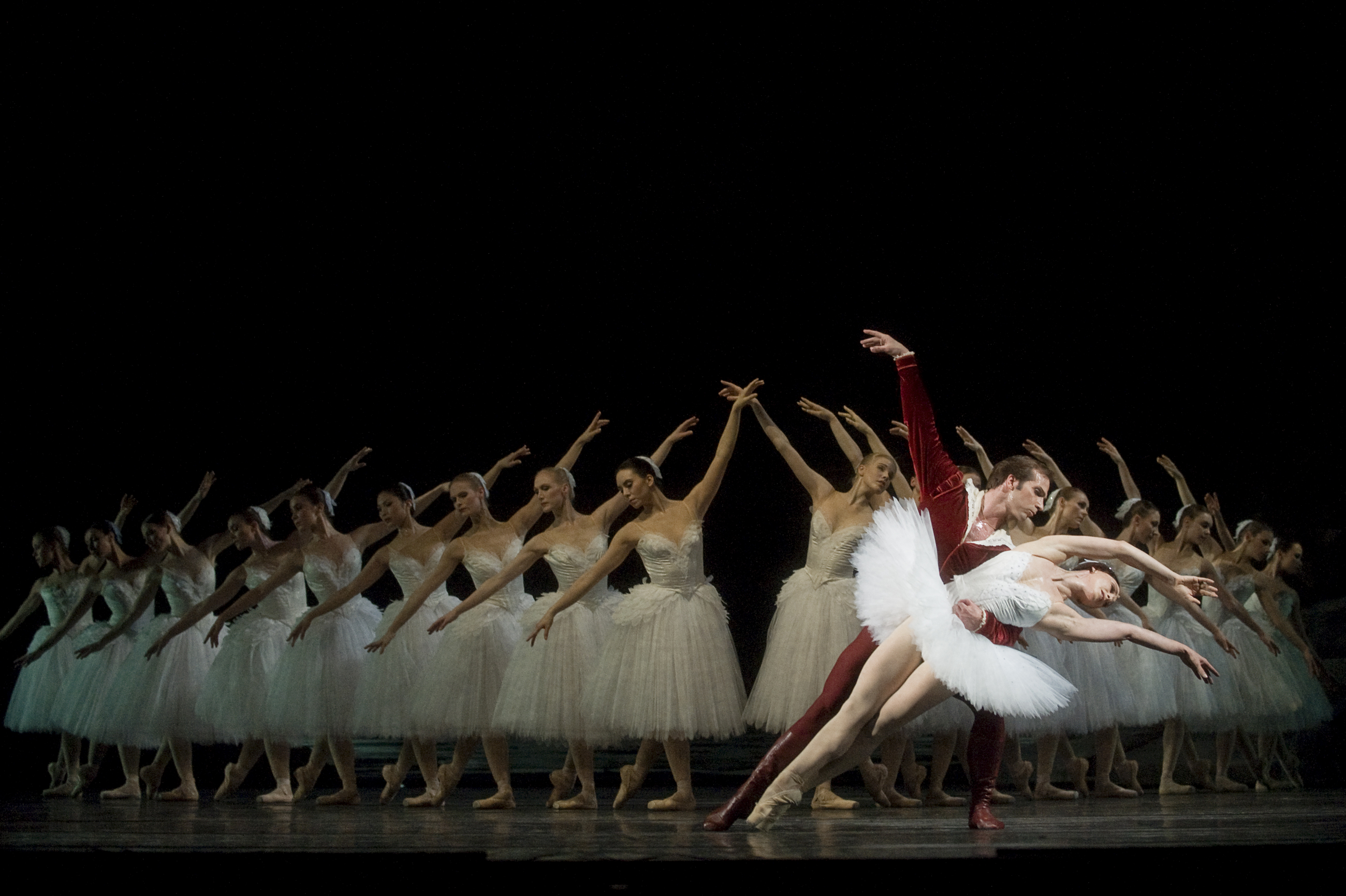
Szene aus Schwanensee (2008)

In der Kungliga Operan werden zu etwa 60 Prozent Opern und zu 40 Prozent Ballett gezeigt. Pro Spielzeit sind etwa 15 bis 20 Opernproduktionen und etwa fünf Ballettproduktionen im Repertoire.
Im selben Gebäude sind auch das Königliche Ballett, Kungliga Balletten, und die Königliche Hofkapelle, Kungliga Hovkapellet, untergebracht. In den Kellern der Oper liegt ein Restaurant.
Die Königliche Oper spielt eine tragende Rolle in der Kulturgeschichte Schwedens, da sie und ihre Vorgängereinrichtungen durch die direkten kulturpolitischen Impulse und Einflussnahmen der jeweiligen Regenten (namentlich Gustav Wasa, Kristina, Gustav III., Oskar II.) Spiegel des entsprechenden künstlerischen Stils und Zeitgeists waren, der repräsentativ für die jeweilige Zeit von der Hauptstadt aus auf die weitere Umgebung des Landes ausstrahlte.
Ihre Geschichte ist zudem eng mit ihrem – wesentlich älteren – „Hausorchester“, der Königlichen Hofkapelle, verquickt, welche seit ihrer Gründung im 16. Jahrhundert unter König Gustav Wasa von den jeweiligen Königen mitunter stark gefördert wurde und Komponisten und Kapellmeister international anzog, die wiederum prägend auf das Opernschaffen einwirkten. Zu ihnen gehören eine Reihe von deutschen Musikern, darunter namentlich mehrere Mitglieder der Musikerfamilie Düben sowie Johann Gottlieb Naumann, Georg Joseph Vogler und Joseph Martin Kraus.
Als die Geburtsstunde der schwedischen Oper wird der Beginn der Aufführungen unter Gustav III. im Bollhuset am 18. Januar 1773 gesehen. Sie wurde damals Kungliga Teatern (Königliches Theater) genannt. Allerdings wurden neben den Opern- und Ballettaufführungen auch Schauspiele gezeigt. Das erste Opernhaus wurde jedoch nicht vor 1782 eröffnet.
Nach 15 Jahren gründete Gustav III. 1788 zusätzlich das Kungliga Dramatiska Teatern als eine Abspaltung vom bereits bestehenden Kungliga Teatern an einem hinter dem Opernhaus am Kungsträdgården gelegenen eigenen Spielort, um Musik- und Sprechtheater räumlich zu trennen. Seit dieser Abspaltung war das neu gegründete Kungliga Dramatiska Teatern ausnahmslos der Aufführungsort von gesprochenem Schauspiel. Das Kungliga Teatern hingegen blieb als reines Opernhaus für Oper und Ballett bestehen und heißt seit 1997 Kungliga Operan. Die Kungliga Operan hat in ihrer Geschichte durch die jeweiligen Könige zwei Gebäude am selben Ort erhalten.

## Erstes Königliches Opernhaus

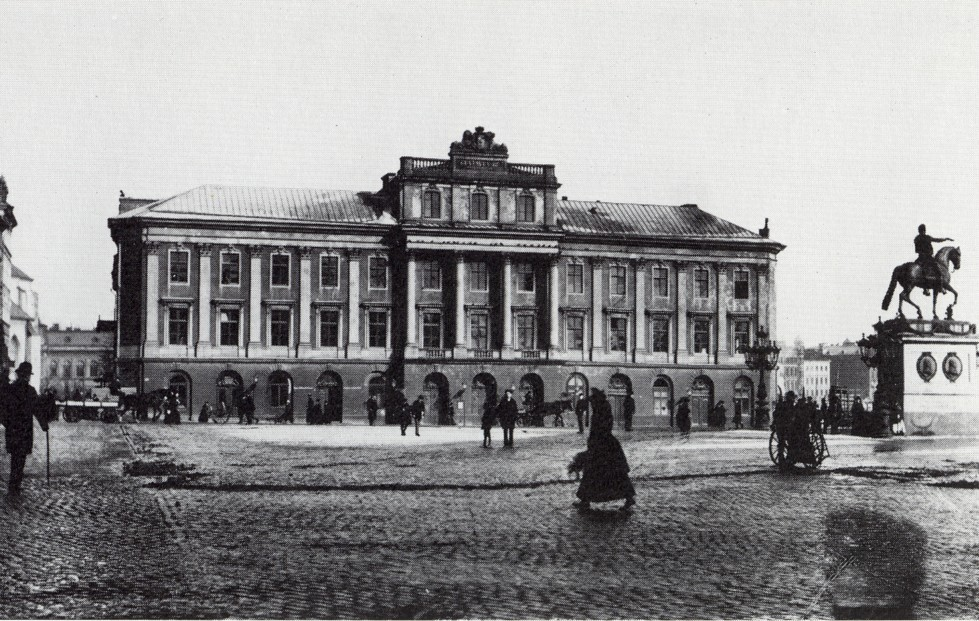
Erstes Königliches Opernhaus ca. 1880

König Gustav III. machte sich für die Oper stark und ließ erstmals 1775 ein Opernhaus am Gustav Adolfs Torg nach Plänen des Architekten Carl Fredrik Adelcrantz errichten. Bei der Einweihung am 30. September 1782 wurde die schwedische Oper Cora och Alonzo von Johann Gottlieb Naumann aufgeführt. Gustav III. wurde am 16. März 1792 in der Königlichen Oper bei einem Maskenball ermordet. Dieses Ereignis wurde von Giuseppe Verdi fast 70 Jahre später in seiner Oper Un ballo in maschera (Ein Maskenball) behandelt.
Als exakte Nachbildung des Opernhauses ließ König Gustavs Schwester Prinzessin Sofia Albertina zwischen 1783 und 1794 den Arvfurstens palats nach Plänen von Erik Palmstedt direkt gegenüber dem Opernhaus am Gustav Adolfs Torg erbauen, sodass dort architektonisch eine Symmetrie entstand. So ist die ursprüngliche Architektur des ersten Opernhauses bis heute erhalten geblieben, nachdem jenes für einen Nachfolgebau 1891 weichen musste. Heute befindet sich im Arvfurstens palats das Außenministerium.

## Zweites Königliches Opernhaus

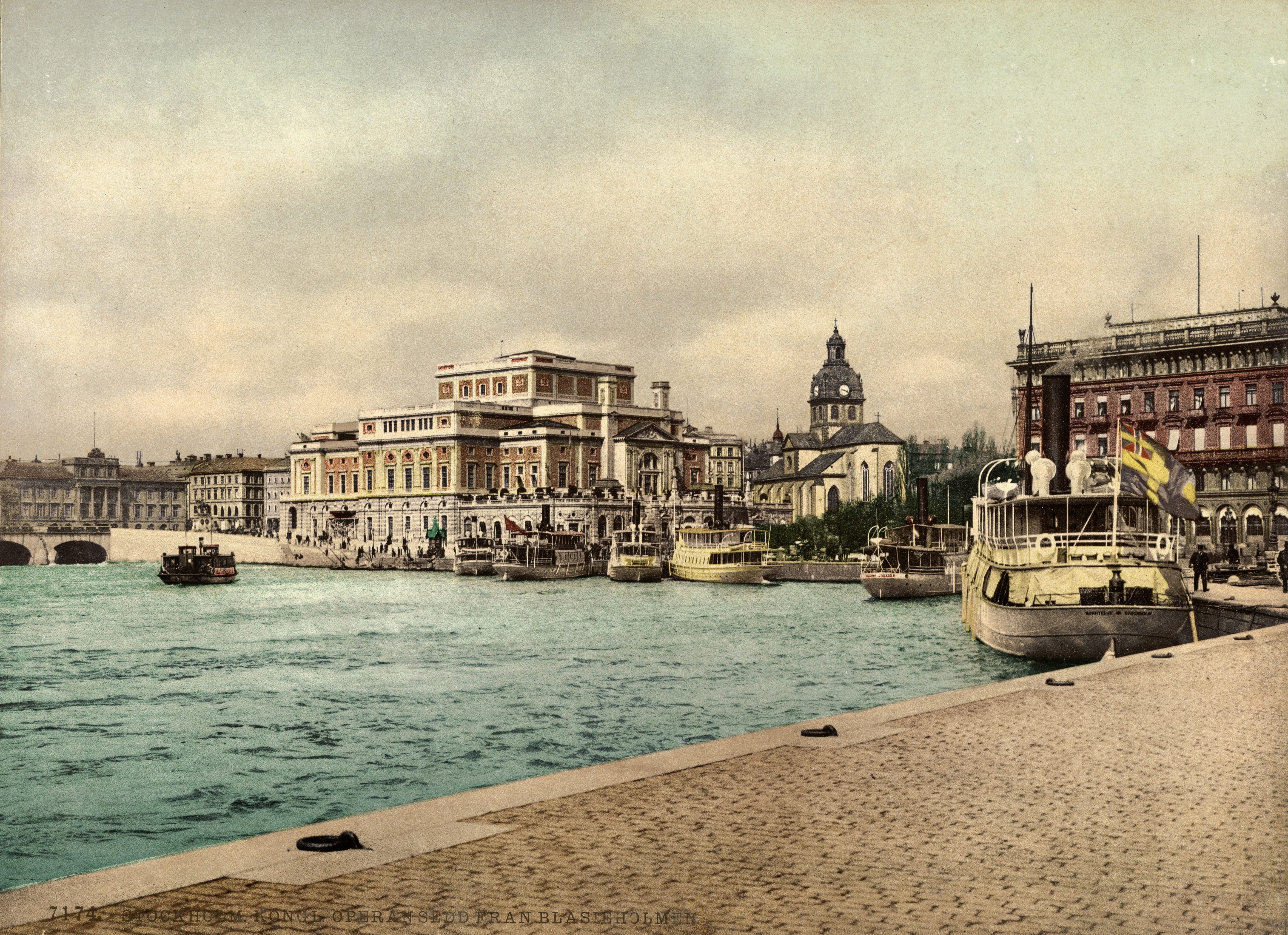
Zweites Opernhaus um 1900

Nach über hundert Jahren wurde das erste Opernhaus 1891 abgerissen, da es abgenutzt und zu klein geworden war. Für einen Neubau wurde 1887–1888 ein Architekturwettbewerb durchgeführt, den der Stockholmer Architekt Valfrid Karlson (1855–1935) gewann. Zur Ausführung wurde dann jedoch der Entwurf von Axel Anderberg, der den zweiten Platz im Wettbewerb belegt hatte, ausgewählt und ab 1892 unter maßgeblicher Mitwirkung des Bauingenieurs Axel Lindahl (1858–1934) umgesetzt.
Das Ensemble war bis zur Fertigstellung des Neubaus im Jahr 1898 im Svenska Teatern (Schwedisches Theater) auf Blasieholmen untergebracht. Das neue Opernhaus wurde im neoklassizistischen Stil an derselben Stelle errichtet, an der sich das alte Haus befand.
Die Einweihung fand am 19. September 1898 durch König Oskar II. statt. Gespielt wurde Adolf Fredrik Lindblads Oper Frondörerna (Die Rebellen). Der Saal hat 1240 Plätze; an der Decke hängt ein zwei Tonnen schwerer Kronleuchter. Das sogenannte Guldfoajé (Goldfoyer) (auf der Höhe des ersten Logen-Rangs im ersten Obergeschoss oberhalb des Haupteingangsbereichs) ist aufwändig mit Vergoldungen und Spiegeln verziert und misst 28 Meter mal 8 Meter. Im neuen Haus gibt es seit 1895 auch ein Restaurant und seit 1905 eine Bar. Die Außenfarbe des Gebäudes entspricht der des am gegenüberliegenden Ufer des Norrstrom liegenden Stockholmer Schlosses. Für die Familie des schwedischen Königs Carl XVI. Gustaf sind die Königsloge im ersten Rang oberhalb des Orchestergrabens und ein Privatzimmer reserviert.
Seit 1935 steht das Bauwerk als Byggnadsminne unter Denkmalschutz.

## Ensemble, Künstler und künstlerische Leitung

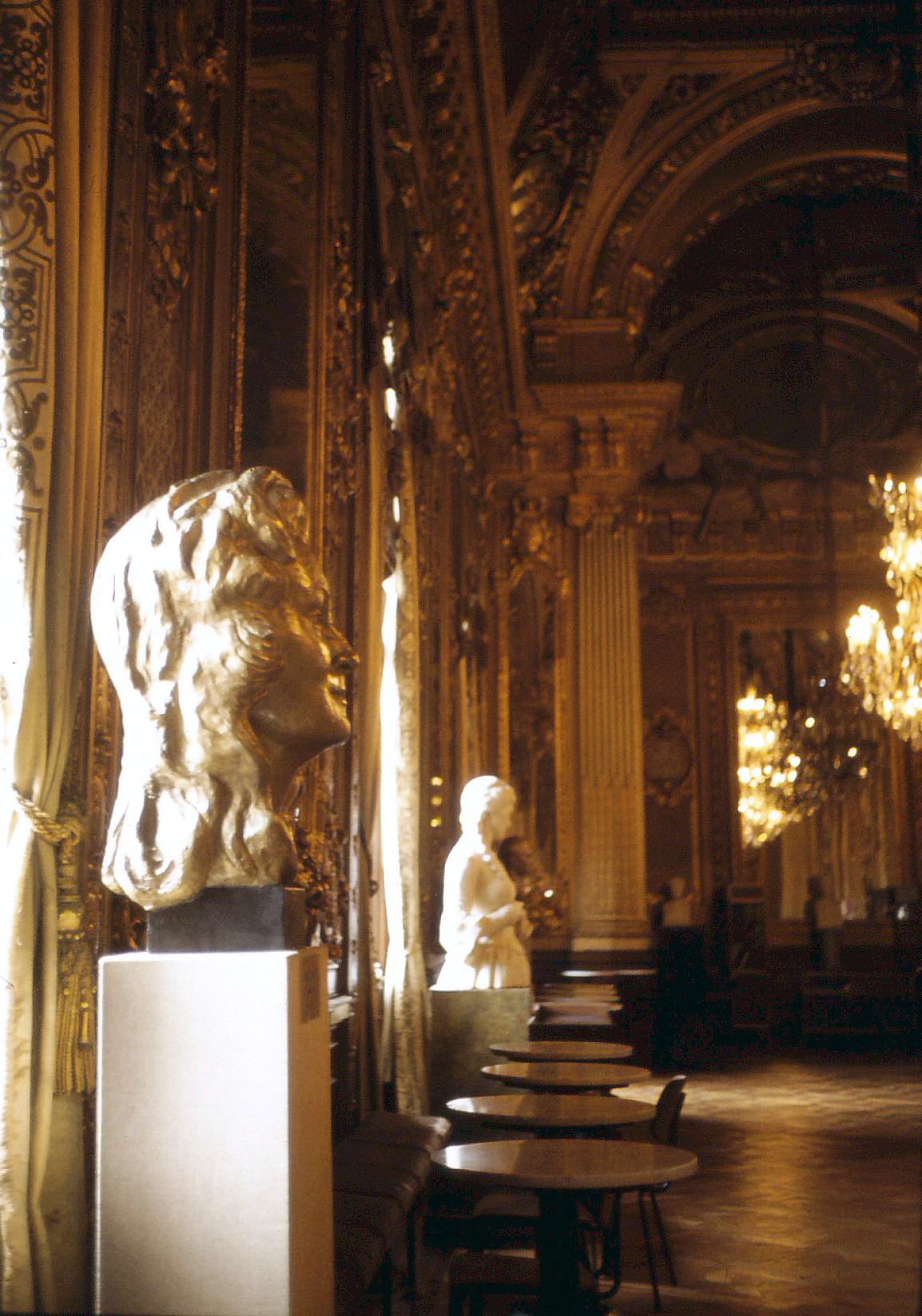
Goldfoyer (Guldfoajé) mit einer Büste der schwedischen Sängerin Birgit Nilsson

Zu den Sängern und Sängerinnen, die aus dem Ensemble des Opernhauses hervorgingen, gehören unter anderen Jussi Björling, Gösta Winbergh, Nicolai Gedda, Peter Mattei, Jenny Lind, Birgit Nilsson, Elisabeth Söderström, Anne Sofie von Otter, Solveig Kringlebotn, Miah Persson, Katarina Dalayman und Nina Stemme. Die Sopranistin Erika Sunnegårdh gastierte mehrfach am Opernhaus ihrer Heimatstadt.
Zur Anerkennung besonderer künstlerischer Leistungen wird ausgewählten Mitgliedern des Gesangsensembles vom schwedischen König der Titel Hovsångare (männl.) bzw. Hovsångerska (weibl.) („Königliche/r Hofopernsänger/in“) verliehen, der mit dem deutschen Titel des Kammersängers vergleichbar ist.
Die Gründung des Orchesters des Opernhauses, die Kungliga Hovkapellet, ist geschichtlich bis ins Jahr 1526 zurückzuführen. Das Orchester gehört somit zu einem der ältesten in Europa. Das Kungliga Baletten wurde von Gustav III. im Jahre 1773 gegründet.
Die derzeitige Intendantin der Königlichen Oper Stockholms ist die schwedische Mezzosopranistin Birgitta Svendén.